# Nokia N95 Navi
Nokia N95 Navi Edition – wersja Nokii N95-1 (klasycznej), wyposażona w 2 GB pamięci wbudowanej, czarny tył obudowy (przedni panel srebrny). Sprzedawana jest razem z mapami i licencją na nawigację.